# Strobilomyia svenssoni
Strobilomyia svenssoni är en tvåvingeart som beskrevs av Verner Michelsen 1988. Strobilomyia svenssoni ingår i släktet Strobilomyia och familjen blomsterflugor.
Artens utbredningsområde är Sverige. Arten är reproducerande i Sverige. Inga underarter finns listade i Catalogue of Life.